# Automeris boops
Automeris boops é uma espécie de mariposa do gênero Automeris, da família Saturniidae.
Sua ocorrência foi registrada na Bolívia, Colômbia, Equador e Venezuela.